# ننترسهاوزن (هسن)
ننترسهاوزن (به آلمانی: Nentershausen) یک شهر در آلمان است که در هرسفلد-رتنبورگ واقع شده‌است. ننترسهاوزن ۳٬۰۲۵ نفر جمعیت دارد.

## خواهرخوانده
شهر Steglitz-Zehlendorf خواهرخواندهٔ ننترسهاوزن (هسن) هست.